# Love Child
|  | Denne artikel er oprettet af botten Steenthbot ud fra en ekstern database. Den kan derfor have sproglige fejl eller mangler. Denne skabelon kan fjernes efter kontrol af indholdet. |

Love Child er en dansk dokumentarfilm fra 2019 instrueret af Eva Mulvad.

## Handling
Det er vinter i Istanbul. Et fly fra Teheran er lige landet. En ung kvinde, Leila, er flygtet ud af Iran uden at blive arresteret, og med sig har hun sin 4-årige søn, Mani, og sin elsker, Sahand. I Iran har de overtrådt alle regler, for de har haft en hemmelig affære og fået et barn, mens de begge var gift. De har ikke kunnet fortælle sandheden til deres søn, fordi utroskab straffes med døden i Iran. Så indtil flugten har Mani kun kendt sin biologiske far som "onkel". Nu søger den lille familie et fælles håb for fremtiden i Vesten, men samtidig med deres ankomst til Tyrkiet bryder FN's flygtningesystem sammen. Snart er de fanget mellem bureaukrati og frygten for at blive afsløret